# CGC Viareggio 1980-1981
Questa voce raccoglie le informazioni riguardanti il CGC Viareggio nelle competizioni ufficiali della stagione 1980-1981.

## Stagione
Ottava stagione di Serie A. Campionato di metà classifica, con abbastanza agevole salvezza. È passata alla storia una partita di questo campionato, a livello di emozioni: Il Viareggio è sotto per 4-0 contro la capolista Reggiana di Pino Marzella e dell'ex Valenti alla fine del primo tempo. Nel secondo tempo il CGC sfodera una prestazione mai vista: nell'arco di pochi minuti pareggia. La Reggiana sente il colpo e barcolla. Il Viareggio vincerà per 6-5, che nessuno alla fine dei primi 25 minuti poteva immaginare.

## Maglie e sponsor
|  | 1ª divisa | 2ª divisa |

## Rosa
| N° | Naz.              | Ruolo | Sportivo           |  |  |  |
| -- | ----------------- | ----- | ------------------ |  |  |  |
| 1  | Italia (bandiera) | P     | Alessandro Cupisti |  |  |  |
| 10 | Italia (bandiera) | P     | Alessandro Pardini |  |  |  |
| 10 | Italia (bandiera) | P     | Lamberto Mazzoni   |  |  |  |
|    | Italia (bandiera) | E     | Mauro Cinquini     |  |  |  |
|    | Italia (bandiera) | E     | Gino Marabotti     |  |  |  |
|    | Italia (bandiera) | E     | Cesare Tomei       |  |  |  |
|    | Italia (bandiera) | E     | Alessandro Fontana |  |  |  |
|    | Italia (bandiera) | E     | Alessandro Pagni   |  |  |  |
|    | Italia (bandiera) | E     | Paolo Maggi        |  |  |  |
|    | Italia (bandiera) | E     | Marco Pardini      |  |  |  |
|    | Italia (bandiera) | E     | Andrea Bertuccelli |  |  |  |
|    | Italia (bandiera) | E     | Silvano Paoli      |  |  |  |